# Anthrenus talassicus
Anthrenus talassicus is een keversoort uit de familie spektorren (Dermestidae). De wetenschappelijke naam van de soort werd in 1980 gepubliceerd door Sokolov.